# Kattendorf
Kattendorf est une commune allemande du Schleswig-Holstein, située dans l'arrondissement de Segeberg (Kreis Segeberg), à quatre kilomètres à l'est de la ville de Kaltenkirchen. Kattendorf est le siège de l'Amt Kisdorf qui regroupe neuf communes autour de Kisdorf.